# Soubbotniks
Vous lisez un « bon article » labellisé en 2009.
Cet article traite des Soubbotniks ; pour les Samedis communistes, ou Subbotniki, voir Samedis communistes
Les Soubbotniks, ou Subbotniki (russe : Субботники, « sabbatariens », c'est-à-dire « ceux qui suivent le shabbat »), parfois appelés Soubbotnichestvo ou Sobbotniki, sont un ensemble de groupes religieux russes d'origine chrétienne ayant adopté des pratiques religieuses proches ou similaires à celles du judaïsme.
Ces groupes de paysans pauvres en rupture avec l'ordre social et religieux dominant se développent à l'extrême fin du XVIIIe siècle ou au début du XIXe siècle dans un milieu déjà touché par les « hérésies » contre l'Église orthodoxe, en particulier celle des Moloques. Originellement chrétiens, mais revalorisant l'Ancien Testament dans une attitude typiquement scripturaliste, les Moloques ont donné naissance, ou au moins influencé, la naissance de groupes allant plus loin dans la remise en cause du Nouveau Testament. Au cours du XIXe siècle, les Subbotniks ont progressivement rompu tous liens avec le christianisme, et ont pour cela été fortement persécutés par le régime tsariste.
Bien que ne se définissant plus comme chrétiens, les Soubbotniks n'ont pas tous adopté une identité juive : certains, souvent appelés Moloques-Sabbatariens, se considérant désormais comme un groupe ethnique et religieux spécifique. D'autres, parfois appelés Gery, ont adopté une identité totalement juive, bien que des conversions organisées par des religieux juifs ne semblent pas avoir eu lieu. Leurs actuels représentants ont en partie émigré vers Israël.

## Origines

### Les sectes chrétiennes judaïsantes
La Russie impériale a une longue histoire de sectes contestant le pouvoir de l'Église orthodoxe russe, souvent sous des formes judaïsantes. Ces sectes s'appuyaient sur les paysans pauvres en opposition à l'ordre social dominé par les grands propriétaires terriens soutenus par l'Église.
L'une des sectes les plus anciennement identifiées, connue sous le nom d'hérésie des judaïsants (Jidov'stvouyouchtchié : « ceux qui suivent les traditions juives »), est celle de Skhariya (ou Zecharia) le Juif, qui apparaît à Novgorod et Moscou dans la seconde moitié du XVe siècle. Elle mène une intense campagne, et l'un des fidèles, l'archiprêtre Aleksei, parvient à convertir l'entourage d'Ivan III, grand-duc de Moscou. Cependant, bien qu'initialement tolérée, la secte est ensuite réprimée (Skhariya le Juif est exécuté en 1491 sur l'ordre d'Ivan III) et semble disparaître au début du XVIe siècle. Sa doctrine n'est connue que par les textes de ses persécuteurs, mais elle aurait rejeté la divinité de Jésus. Sa pleine adhésion au judaïsme reste très discutée, malgré les accusations portées, mais une reprise d'au moins certaines pratiques semble assez assurée.
Certains auteurs pensent que la secte a été inspirée par un autre groupe « hérétique » un peu plus ancien, celui des Strigolniki (milieu du XIVe - début du XVe siècle), groupe qui refusait les hiérarchies ecclésiastiques, l'impôt religieux et le baptême,, mais cette origine reste également incertaine.

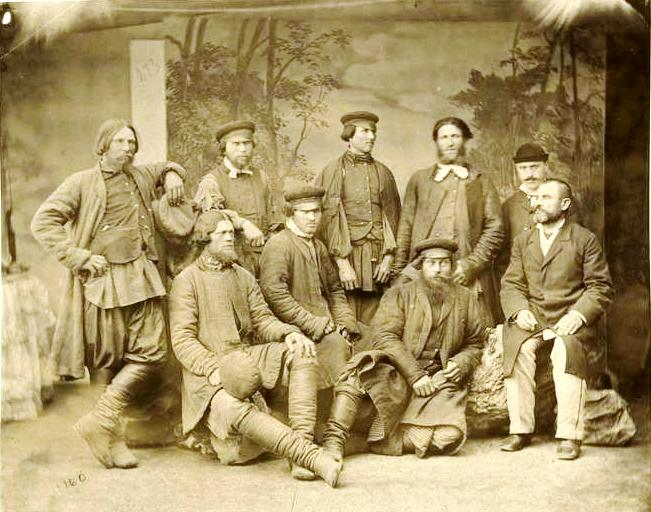
Molokans, dans les années 1870.

À la fin du XVIe siècle et au début du XVIIe siècle apparaissent les Molokans, des paysans chrétiens rejetant le pouvoir des grands propriétaires fonciers, l'église orthodoxe, le culte des icônes et le baptême par l'eau. Ces groupes, qui se sont peut-être inspirés de l'hérésie des judaïsants, ne rejettent pas le christianisme ou l'importance de Jésus en tant que Messie, mais revalorisent fortement l'Ancien Testament et ses pratiques. En particulier, ils ne mangent pas de porc, et suivent un régime alimentaire qui, s'inspirant du Lévitique, présente certaines ressemblances avec la cacheroute juive.
Les XVIIe et XVIIIe siècles voient le développement de nombreuses sectes chrétiennes plus ou moins inspirées des Molokans, comme les Doukhobors (cités pour la première fois en 1785 par l'archevêque orthodoxe russe Ambrosius), les Postoiannye (un sous-groupe Molokan)…

### L'apparition desSubbotniks
Les Subbotniks proprement dits apparaissent en milieu paysan, sous le règne de Catherine II de Russie à la fin du XVIIIe siècle, ou peut-être sous celui d'Alexandre Ier de Russie au début du XIXe siècle, dans la région de Voronej. « Aucune communauté juive n'existait dans les provinces où les Subbotniks prospéraient ». Une influence juive directe est donc improbable, malgré les allégations de l'archevêque orthodoxe de Voronej qui, au début du XIXe siècle, affirme :
« La secte a été créée en 1796 par de vrais Juifs. Elle s'est propagée à la suite de plusieurs colonies de peuplement dans les districts de Bobrov [région de Voronej] et Pavlosk. L'essence de la secte, sans être directement une forme de culte juif de l'Ancien Testament, se compose d'un petit nombre de cérémonies juives, telles que la circoncision et le respect du Shabbat, la manière […] de contracter et de dissoudre les mariages, la façon d'enterrer les morts, et des assemblées de prière. »
— S. Dubnow, History of the Jews in Russia and Poland
Les principales sources disponibles sur l'apparition et l'existence au XIXe siècle des Subbotniks sont les sources administratives russes.
« Les premiers rapports officiels sur eux apparurent en 1811, presque simultanément au sein des gouvernements de Toula, de Voronej et de Tambov ». Les Subbotniks se font vraiment connaître pour la première fois en 1817, ou 1818, lorsqu'ils adressent une pétition aux autorités impériales, pour protester contre les persécutions dont ils se disent victimes.
L'archevêque indique qu'interrogés, les adeptes déclarent désirer retourner à l'Ancien Testament et « maintenir la foi de leurs pères, les Judéens » (les habitants de la Judée, c'est-à-dire les Juifs). Dubnow indique également que dans d'autres rapports administratifs, l'origine des Subbotniks est placée en 1806.
La présentation de l'archevêque orthodoxe de Voronej, si elle est fiable, montre qu'à l'origine, les Subbotniks avaient un culte ressemblant à la religion juive, mais « sans être directement une forme de culte juif ». Au cours du XIXe siècle, les différences de cultes se réduiront, jusqu'à quasiment disparaître.
Au début du XIXe siècle, le nombre des adeptes est difficile à définir. L'archevêque de Voronej indique dans son rapport que « le nombre des sectaires déclarés atteint 1 000 âmes des deux sexes, mais les adhérents secrets sont, selon toute probabilité, plus nombreux », mais sans citer de chiffre. L'historien soviétique Klibanov pense qu'ils étaient entre 15 et 20 000.
Bien que leurs relations exactes avec les autres sectes judaïsantes de l'époque ne soient pas claires, il est certain que les Subbotniks trouvent leur origine dans ce milieu. L'origine souvent considérée comme la plus probable, mais sans être certaine ou exclusive, se situe au sein de la secte chrétienne des Molokans.
Encore aujourd'hui, certains Subbotniks, les Molokans-Subbotniks se considèrent comme descendants de Molokans ayant renoncé au christianisme. En 1932, Pauline Young considérait d'ailleurs que tous les Subbotniks étaient d'origine Molokan. En 1970, James Billington considère par contre que les Subbotniks ont une origine spécifique, non Molokan, et penche même pour une origine située sous le règne d'Alexandre Ier, plutôt que sous celui de Catherine II de Russie.
Le distinguo moderne entre Molokans, Subbotniks et Molokans-Subbotniks, ainsi que le manque de sources d'époque sur leurs origines, rend cependant incertaine une origine exclusivement Molokan des Subbotniks, même si une influence Molokan, ainsi qu'une origine dans les sectes chrétiennes judaïsantes du XVIIIe siècle ne font aucun doute.

## Croyances
D'après les sources, qu'elles soient impériales ou autres, les Subbotniks n'étaient pas totalement unifiés sur le plan religieux.
Ainsi, « selon les rapports officiels du gouvernement russe, la plupart des adeptes de cette secte pratiquent le rite de la circoncision, croient en un seul Dieu, ne croient pas en la Trinité, acceptent seulement l'Ancien Testament […], et observent le Sabbat le samedi […]. Selon la même source, toutefois, certains d'entre eux, comme les Subbotniki de Moscou, ne pratiquent pas la circoncision. En outre, ils croient en Jésus, mais le considèrent comme un saint et un prophète, et non comme le fils de Dieu. D'autres attendent la venue du Messie, comme roi de la terre. Certains d'entre eux vénèrent le Nouveau Testament. D'autres le placent à un niveau inférieur à celui de l'Ancien Testament ».
La pleine adhésion au judaïsme semble donc avoir été assez tôt la règle, certains groupes minoritaires conservant cependant des pratiques partiellement chrétiennes, en se situant ainsi à mi-chemin entre les Subbotniks totalement judaïsés et les sectes judéo-chrétiennes.
Ainsi un prêcheur Subbotnik que l'auteur situe comme un Sabattarien Molokan (donc un Molokan-Subbotnik, un groupe de Molokans convertis dans la seconde moitié du XIXe siècle à la foi subbotnik) interviewé à la fin du XIXe siècle par l'auteur russe S. Stepaniak, décrit les croyances de sa congrégation :
- le Nouveau Testament est divinement inspiré mais ne rejette en rien les lois de l'Ancien Testament, y compris les lois alimentaires ;
- rien ne démontre l'existence de la sainte trinité dans la Bible ;
- Jésus-Christ est un grand prophète, mais n'est pas Dieu ;
- comme tous les Molokans, le groupe rejette la représentation physique de Dieu et les Icônes ;
- les adeptes ne se considèrent pas comme Juifs.

Stepaniak confirme l'existence d'autres communautés plus proches du judaïsme : « La colonie Sabattarienne du Caucase […] s'est développée comme une secte beaucoup plus proche du judaïsme […]. Ils acceptent le Talmud, et ils attendent le Messie […]. Ils suivent le rituel juif pour la cérémonie du mariage et pour le service funèbre, et permettent le divorce ; et ils utilisent les prières juives dans une traduction en russe ». Les Subbotniks de Voronej auraient même fait venir à l'époque tsariste des rabbins depuis les établissements juifs de la zone de résidence, et seraient donc, au sens de la halakha (la loi religieuse juive orthodoxe), totalement Juifs (par conversion).
À la fin du XIXe siècle, les deux approches Subbotniks identifiées dans la première moitié du XIXe siècle restent discernables : l'une reste fidèle à une tradition judéo-chrétienne, et semble maintenant surtout installée chez les Molokans-Subbotnik de conversion plus récente, l'autre adhère au judaïsme d'une façon qui semble très poussée, allant jusqu'à la reprise du Talmud.
Aujourd'hui encore les Molokans-Subbotniki, le groupe des Subbotniks d'origine Molokan, conserve quelques particularités vis-à-vis des autres Subbotniks, comme le refus du Talmud, mais les références à Jésus semblent avoir disparu de leurs croyances, et on ne peut plus les considérer comme chrétiens.
Les communautés qui adhèrent totalement au judaïsme orthodoxe, y compris le Talmud, s'auto-désignent souvent (encore que cela semble varier selon les communautés) comme Gery, une forme similaire à l'hébreu Gerim : les convertis.
On présente donc souvent les subbotniks actuels comme relevant de deux grands courants :
- les Molokans-Subbotniki pratiquent une religion similaire au judaïsme, mais avec des pratiques qui ne sont pas sans rappeler le judaïsme karaïte (en particulier le refus du Talmud). Bien que cela semble varier selon les communautés ou les individus, bon nombre d'entre eux ne se considèrent pas comme ethniquement juifs[18]. Shtyrkov note qu'aujourd'hui, que même ceux ne se considérant pas comme Juifs ne se voient pas forcément comme russes. Au contraire, « Le terme "Russes" est […] utilisé pour les non-Subbotniki[18] ». L'identité religieuse séparée a ainsi fini par engendrer une identité ethnique spécifique, ni russe ni juive. L'auteur note cependant que dans la communauté (moderne) étudiée, la présentation vis-à-vis de l'extérieur se fait volontiers comme russe, « parce que personne ne comprend [qui nous sommes][18] ». Toujours dans cette même communauté, l'auteur recueille une déclaration révélatrice de l'ambiguïté de l'auto-définition : « Nous sommes Russes. […] Probablement […], quand Dieu a conduit hors d'Égypte, il y avait aussi bien des Russes, n'est-ce pas? […] Donc, nous descendons d'eux. Nous ne sommes pas Juifs, nous sommes Russes[18] ». Au sein du même groupe, les individus peuvent se définir comme russes ou non-russes, descendant de russes ayant quitté l'Égypte parmi les hébreux, mais sans être Juifs.
- Les Gers, ou Gerim suivent totalement les préceptes du judaïsme orthodoxe, et se considèrent comme Juifs.

En pratique, la multiplication des communautés, leur absence d'unité géographique et leur absence de direction religieuse unifiée rendent parfois ambiguë le rattachement à l'un ou l'autre courant. La volonté d'émigrer vers Israël peut aussi entraîner des modifications d'orientation.
L'absence d'unification de ces groupes peut aussi se lire dans leurs propres dénominations, variables selon les communautés. Certains Subbotniks (généralement d'origine Molokan), peuvent ainsi se définir simplement comme subbotniks, considérant les Gers comme un groupe extérieur aux Subbotniks, quand d'autres ont une démarche inverse.

## Pratiques et rituels
Au XIXe siècle, outre la pratique du « rite de la circoncision, ils abattent le bétail conformément à la loi de la Shehita, là où ils peuvent apprendre les règles nécessaires. En outre, ils utilisent clandestinement tefillin, Tsitsit et mezuzot, et prient à peu près de la même manière que les Juifs […] dans des maisons de prière, avec les têtes couvertes, récitent leurs prières tirés de livres juifs traduits en russe », mais aussi parfois pratiqués en hébreu, surtout dans la seconde moitié du XIXe siècle.
Différence importante avec le judaïsme, le prosélytisme est resté une caractéristique des subbotniks pendant une grande partie du XIXe siècle, avant de disparaître. Dans son étude sur l'origine des Subbotniks, William Abram Aldacushion, lui-même descendant de l'ancienne congrégation Molokan-Subbotnik de Los Angeles (fondée au début du XXe siècle), indique que des traditions familiales Molokans-Subbotniks parlent de prêcheurs Subbotniks opérant dans les villages de déportés Molokans (ces derniers ayant subi un sort proche de celui des subbotniks, eux aussi déportés) dans la seconde moitié du XIXe siècle, en Transcaucasie (Georgie, Arménie et Azerbaïdjan). Les subbotniks arméniens actuels descendraient de ces Molokans convertis. Aldacushion indique d'ailleurs que des communautés et des familles Molokans se sont alors coupées en deux.
Les actuels Subbotniks descendraient ainsi de deux vagues de conversion : la première datant de la fin du XVIIIe siècle ou du début du XIXe siècle aurait engendré les Subbotniks eux-mêmes (ou Gery, proche du judaïsme orthodoxe). La seconde vague daterait de la seconde moitié du XIXe siècle, et aurait engendré les Molokans-Subbotniks, un peu plus éloignée d'une identité juive. Il est cependant plausible que l'enchevêtrement des communautés et des conversions ait été plus complexe que cette présentation simplifiée.
Quoi qu'il en soit, les conversions et le prosélytisme semblent cesser vers la fin du XIXe siècle, les communautés devenant de plus en plus proches des Juifs, et développant la pratique de l'hébreu (moins chez les Molokans-Subbotniks).
Le calendrier hébraïque apparaît aussi comme de plus en plus utilisé au cours du XIXe siècle, même chez les Molokans-Subbotniks. Ainsi, les tombes de la communauté Subbotnik d'origine Molokan de Sevan, en Arménie, portent des dates du calendrier hébraïque.

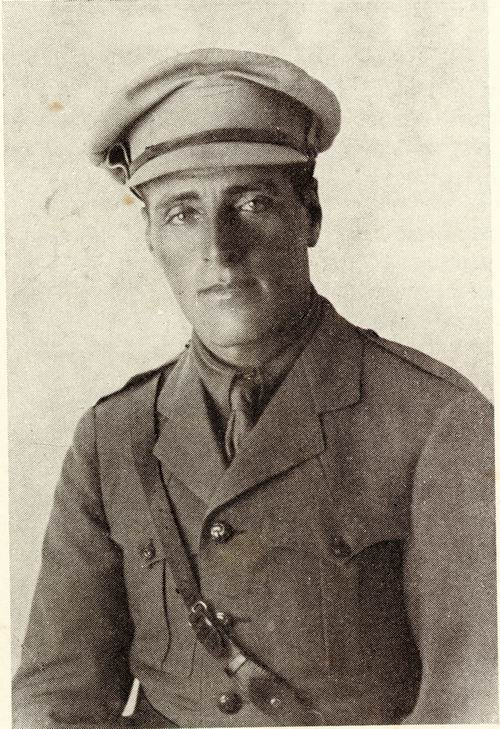
Joseph Trumpeldor, un responsable sioniste du début de XXe siècle, souvent présenté comme d'origine subbotnik.

Dès cette époque, les rapports notent quelques mariages mixtes avec les Juifs. Beaucoup se définissent maintenant simplement comme Juifs. Cependant, les Subbotniks conservant une autonomie communautaire pour plusieurs raisons. L'une d'entre elles est leur non-participation à la culture Ashkénaze : « en ce qui concerne la tenue vestimentaire et le mode de vie en dehors de leurs rites religieux, les Subbotniki ne diffèrent en aucune façon des russes orthodoxes ». Une autre est la vie dans des villages spécifiquement Subbotniks.
Tout au long du XIXe siècle, les subbotniks n'ont cessé de renforcer leur compréhension du judaïsme, et leur ressemblance avec celui-ci. Bien que leur origine n'ait presque certainement rien à voir avec les Juifs eux-mêmes, ils n'ont eu de cesse tout au long du XIXe siècle d'apprendre auprès des Juifs les bases rituelles du judaïsme. « Le gouvernement russe a soigneusement isolé les Subbotniki […], mais chaque fois que l'occasion s'offrait à eux, les Subbotniks s'en référeraient aux Juifs pour les livres religieux hébreux ». Nombre de communautés ont finalement adopté le Talmud (mais pas toutes). À la fin du XIXe siècle, les différences avec les Juifs étaient devenues assez ténues chez les Subbotniks proprement dits, mais étaient plus importantes chez les Molokans-Subbotniks.
Pour certains membres de la première tendance, la distinction d'avec les Juifs devient difficile. Le magazine israélien Hadassah pouvait ainsi écrire en 2006 que « Joseph Trumpeldor, le héros de [la bataille de] Tel Hai, était presque certainement un Subbotnik, ainsi que l'était le Major-Général Rafael Eitan, un ancien chef d'État-Major » de Tsahal.

## Situation juridique
Le poids et la vie intérieure de ces groupes religieux sont difficiles à connaître à l'époque tsariste. En effet « les Subbotniks, à l'instar d'autres sectes judaïsantes, ont soigneusement dissimulé aux chrétiens leurs croyances religieuses et leurs rites », eu égard au statut juridiquement pénalisant des juifs, et au danger d'être considérés comme hérétiques ou apostats par l'église orthodoxe russe.
Quand ils commencent à être connus, par leur pétition de 1817, les Subbotniks obtiennent d'abord une certaine tolérance, malgré l'hostilité de l'Église, qui tue une centaine de Subbotniks avec leur leader spirituel à Moguilev. Sous le règne d'Alexandre Ier (1801-1825), les Subbotniks obtiennent temporairement une reconnaissance partielle, et le droit de pratiquer leur foi ouvertement avec quelques réserves : continuer à payer l'impôt religieux à l'église orthodoxe, ne pas se donner de rabbins juifs, et de ne pas pratiquer le prosélytisme en milieu chrétien. « Ces dispositions ne seront pas toutefois pleinement respectées ». À la fin du règne d'Alexandre Ier, leur situation se dégrade déjà.

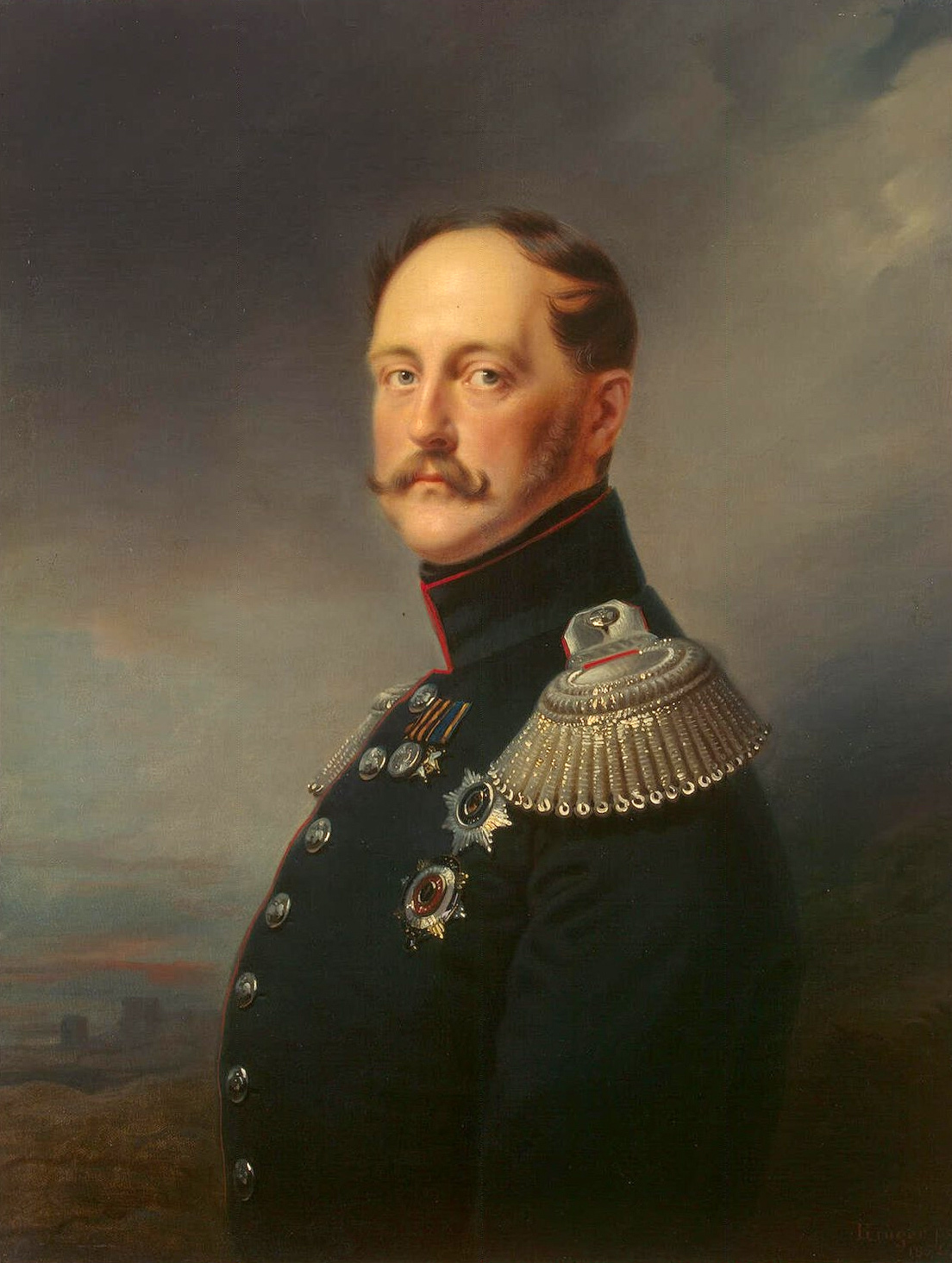
Nicolas Ier (1825-1855), partisan d'une politique anti-Subbotniks.

Dubnow indique que vers 1825, le conseil des ministres du tsar décide que « “les chefs et des enseignants de la secte judaïsante doivent être envoyés au service militaire [lequel durait 25 ans], et ceux inaptes à servir déportés en Sibérie. Tous les Juifs sont expulsés des districts dans lesquels la secte des « Sabbatéens » ou « Judéens » a fait son apparition. Les échanges entre les habitants orthodoxes et les sectaires sont à contrarier de toutes les façons possibles”. […] Bon nombre d'entre eux, incapables d'endurer la persécution, sont retournés à la foi orthodoxe, mais dans de nombreux cas, ils l'ont fait extérieurement, continuant en secret à s'accrocher à leurs doctrines ».
Sous Nicolas Ier (1825-1855), beaucoup plus lié à l'église orthodoxe, la situation se détériore plus encore pour les Subbotniks. « Le gouvernement […] décide de réprimer les Subbotniki par des mesures violentes, et beaucoup d'entre eux ont été soumis à des traitements cruels infligés par des fonctionnaires ». Certains commencent à être traités comme des Juifs, ce qui implique leur déportation vers la zone de résidence. Soumis aux prêcheurs chrétiens, d'autres seront déportés en 1826 vers le Caucase ou la Sibérie. Le gouvernement décide alors de « l'interdiction de la résidence dans leurs villages des Juifs et des membres de l'Église orthodoxe ». L'objectif était à la fois d'éviter un basculement total vers le judaïsme, mais aussi d'éviter leur prosélytisme en milieu chrétien. Cette politique a mené, dès le second quart du XIXe siècle, les Subbotniks à créer des communautés rurales homogènes. Les déportations ne furent cependant pas totales, et des groupes sont restés actifs en dehors de ces communautés, par exemple à Moscou ou dans leur région d'origine, celle de Voronej.

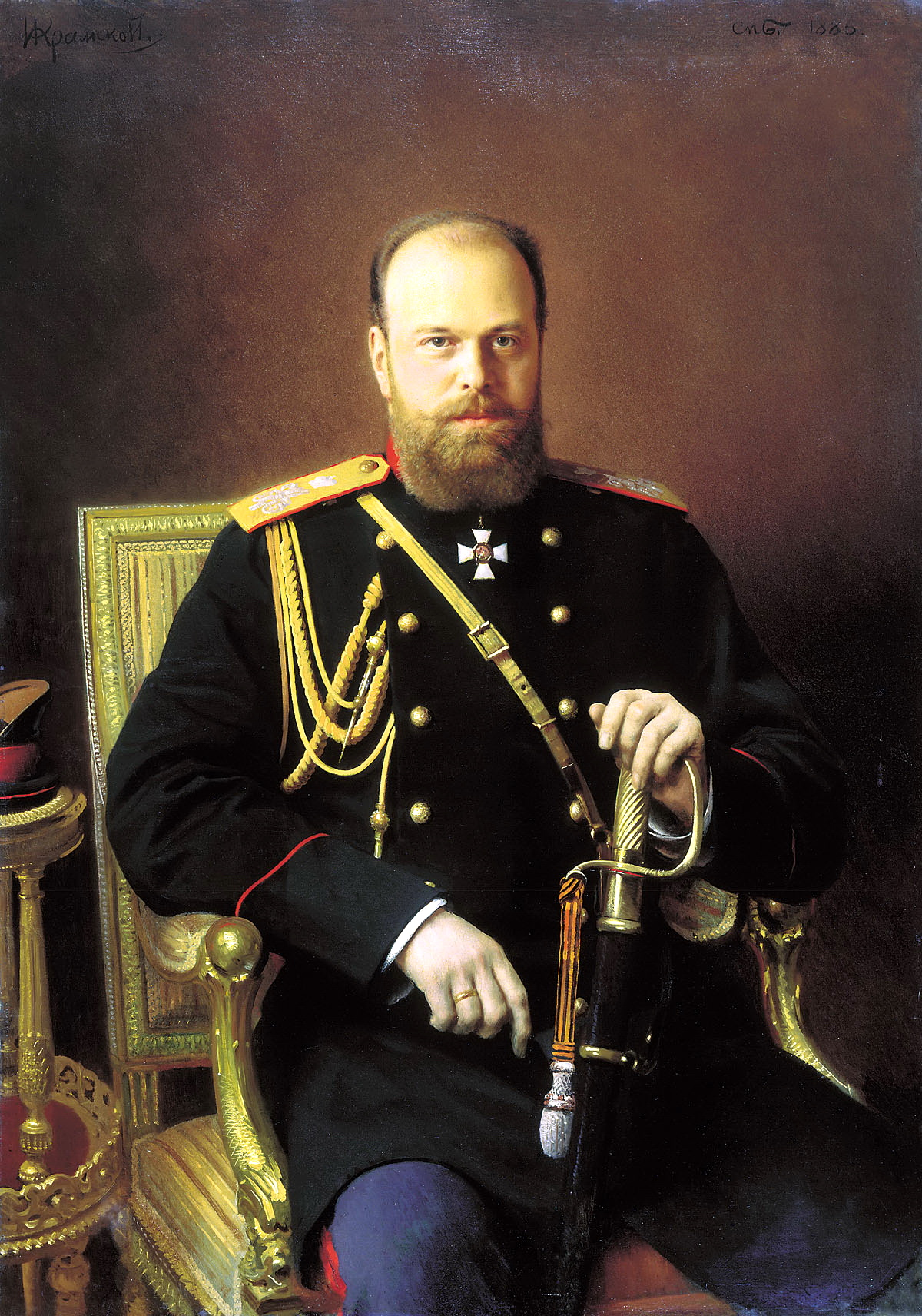
Le Tsar Alexandre III, qui libéralisa la situation des Subbotniks.

Après la mort de Nicolas Ier, les Subbotniks restent globalement persécutés, et cette situation va durer jusqu'au règne du Tsar Alexandre II.
En 1887, le gouvernement d'Alexandre III de Russie autorise publiquement aux Subbotniks d'effectuer leurs mariages et leurs enterrements selon leurs propres rituels. Un oukase (décision gouvernementale) de 1905, sous le Tsar Nicolas II de Russie, supprime les discriminations légales contre la secte, et indique qu'ils ne devaient plus être considérés comme des Juifs, lesquels avaient un statut légal défavorisé.
Le poids démographique des Subbotniks au XIXe siècle est difficile à définir. Les sources gouvernementales parlent de quelques milliers, quand le voyageur et écrivain Dinard les estime à 2 500 000, mais en y intégrant peut-être les autres sectes judéo-chrétiennes.

## Émigration au début duXXesiècle
Après la révolution avortée de 1905, 2 000 à 3 000 Molokans et certains Subbotniks (surtout des Molokans-Subbotniks, semble-t-il) émigreront aux États-Unis entre 1905 et 1914. Les Molokans-Subbotniks créeront une petite communauté à Los Angeles, qui disparaîtra dans le courant du XXe siècle. Dans un article de 1927, Albert Parry décrit les relations de leur communauté avec les Juifs locaux :
« À Los Angeles, ils se trouvent considérés avec suspicion par la grande majorité des Juifs, parce qu'ils ne peuvent pas lire les prières hébraïques, les bibles, et ainsi de suite. Ils lisent et prient en russe, ils ne peuvent que regarder le texte hébreu. Les autres juifs les regardent de haut, ont peur de leur donner leurs filles en mariage à eux, doutent de leur judaïsme, disent que ce sont des demi-goyim[…]. Comme ils sont généralement pauvres, les riches juifs craignent également que leur fille puissent tomber dans la misère ou l'usine, [et pensent] qu'ils devraient se marier entre familles Subbotniki. Alors les fils Subbotniki se marient aussi avec des filles molokanes, ou arméniennes, ou mexicaines. Le résultat sera l'américanisation complète de la nouvelle génération. »
Si elle est forte, la méfiance des Juifs de Los Angeles n'est pas totale, et le terme demi-goyim implique un rejet, mais aussi une acceptation partielle, qui n'est pas sans rappeler celle de l'État d'Israël au XXIe siècle. Du fait de cette acceptation partielle, le cimetière de la communauté était simplement le Home of Peace Memorial Park, le plus vieux cimetière juif de Los Angeles, et les tombes Subbotniks portent généralement des étoiles de David ou des ménorah.
Si certains émigrants partirent vers les États-Unis, d'autres partirent en petit nombre vers la Palestine ottomane, puis mandataire. Leurs descendants s'y sont fondus dans la population juive. L'ancien chef d'état-major de l'armée israélienne, Rafael Eitan, serait l'un d'eux.

## Après la révolution russe
Les Subbotniks obtiennent à la révolution la liberté de religion, du moins jusqu'au durcissement des politiques anti-religieuses du régime communiste. Les Subbotniks ont aussi eu une reconnaissance légale en tant que nationalité spécifique.
Comme les autres communautés religieuses minoritaires, les Subbotniks ont connu une assez forte assimilation à leur environnement pendant la période soviétique. Les villages Subbotniks homogènes sont devenus mixtes, et beaucoup de Subbotniks ont émigré vers les villes, participant à la déstructuration de la vie communautaire et à l'augmentation des mariages mixtes.
Pendant la Seconde Guerre mondiale, l'Allemagne nazie s'est inspirée de la distinction impériale russe selon laquelle les Subbotniks étaient des Russes et non des Juifs. À ce titre, les Subbotniks n'étaient pas supposés être exterminés. En pratique, les Subbotniks d'Ukraine ont parfois été considérés comme Juifs par les nazis, et assassinés par eux, sans que des chiffres précis puissent être avancés.
Après la guerre, Staline a fait révoquer la reconnaissance légale de leur identité spécifique, et ils ont généralement alors été considérés comme de nationalité russe, parfois comme de nationalité juive (l'Union soviétique distinguait la citoyenneté, qui était soviétique pour tous, de la nationalité, qui renvoyait à l'identité ethnique).

## Après la chute de l'Union soviétique (1991)
Lors de la chute de l'Union soviétique, les Subbotniks vivaient dans le sud de la Russie et dans le Caucase, aussi bien le Caucase russe que l'Azerbaïdjan ou l'Arménie. Quelques communautés moins importantes vivaient en Sibérie ou en Asie centrale. Elles sont toujours réparties entre deux grands courants, l'un qui se considère aujourd'hui comme juif, et un autre insistant sur une identité spécifique, ni juive ni chrétienne.
Bien que les persécutions religieuses officielles appartiennent au passé, le sentiments d'exclusion des Subbotniks reste très fort. Il est à la fois le produit de réflexes anti-juifs qui peuvent exister dans l'environnement de ces groupes, et la conséquence du souvenir des anciennes persécutions. Étudiant en 2000 une petite communauté du Caucase russe (récemment immigrée d'Azerbaïdjan), Sergey Shtyrkov indique que « leur identité est de se considérer comme appartenant au groupe détesté et discriminé, victimes potentielles de persécutions à venir. Beaucoup de Subbotniki estiment que, de nos jours, ils vivent dans des environnements hostiles. Une certaine peur d'éventuelles répressions pénètre donc certaines de leurs déclarations ». L'auteur indique d'ailleurs avoir dû promettre de ne pas indiquer la localisation géographique précise de la communauté.
Depuis la chute de l'Union soviétique, beaucoup de Subbotniks ont émigré vers Israël, du moins parmi ceux s'identifiant au judaïsme. Jusqu'en 2003, « Israël ne faisait aucune distinction entre les Juifs russes et les Subbotniks, et des milliers de Subbotniks se trouvaient parmi les […] russes qui immigraient […]. "Des villages Subbotniks entiers de Russie sont vides" ».
En 2003, le ministre de l'intérieur israélien, Avraham Poraz, a érigé certaines limitations, du fait de ce qu'il estimait être une origine peu claire. La situation des Subbotniks est en effet ambiguë : s'ils pratiquent le judaïsme depuis deux siècles, leurs ancêtres n'ont sans doute jamais été convertis par des rabbins, sauf peut-être ceux de Voronej. Par ailleurs, certains groupes minoritaires (surtout d'ascendance Molokan) ne se considèrent pas eux-mêmes comme vraiment Juifs. Les limitations imposées par le gouvernement israélien sont au nombre de deux :
- les Subbotniks mariés à des non juifs ne peuvent immigrer avec leur conjoint et leurs enfants, quand les Juifs le peuvent[1].
- Beaucoup de Subbotniks étaient identifiés comme de nationalité russe par les autorités, ce qui rend difficile la preuve de leur statut de Subbotnik ou de Juif[20]. Les services de l'immigration sont désormais plus attentifs sur ces justificatifs de statuts. Mais sur le principe, les « membres de la communauté […] ont le droit de venir en Israël en tant que Juifs » a confirmé le ministre de l'intérieur en 2008[26].

Même après leur immigration, certains Subbotniks (surtout depuis 2003), ne sont pas officiellement reconnus comme Juifs par l'État et le rabbinat, ou le sont par l'État, mais pas par le rabbinat (ce qui pose alors un problème pour les mariages). Ils sont donc amenés à refaire une conversion en bonne et due forme,, un processus qui peut prendre des années. Ainsi, « le grand rabbin sépharade Shlomo Amar, qui est responsable de la détermination du statut de Juif à des fins de mariage, a publié [en 2007] un avis halakhique disant qu'il n'a pas pu déterminer si les Subbotniks étaient juifs. Par conséquent, ils doivent se soumettre à une conversion pour être reconnus comme tels. Néanmoins, ils ont un lien avec le peuple juif et devraient être encouragés à venir en Israël, a-t-il déclaré ». Mais le gouvernement israélien a cependant continué à imposer des règles particulières à leur immigration, sans l'interdire. Ainsi, en 2008, le ministre de l'Intérieur (chargé de l'immigration) a confirmé la décision de 2003, en rappelant qu'« il a été défini que toute personne appartenant à la communauté subbotnik  et qui épouse un non-Juif […] renonce à son droit à l'immigration », ce qui n'est pas le cas d'un Juif pleinement reconnu. Cette application partielle de la loi du retour est d'ailleurs contestée, et fin 2008, sans trancher clairement, « la Cour suprême a demandé au ministère de l'Intérieur de réexaminer les demandes » de Subbotniks marié à des non-Juifs.
En 2005, le Jerusalem Post rapporte que « selon des recherches menées par le Dr Velvl Chernin, un ethnographe qui travaille en tant que délégué de l'Agence juive à Moscou, on estime qu'il y a environ 10 000 Subbotniks répartis dans plusieurs douzaines de communautés, dans des endroits tels que la Russie, l'Ukraine et la Sibérie » en sus de ceux vivant en Israël. « Chernin dit que l'assimilation imposée par l'Union soviétique aux Subbotniks a tellement affaibli les liens de la jeune génération avec le judaïsme que, sauf s'ils sont autorisés à entrer en Israël, ils disparaîtront en grande partie dans une ou deux générations ». Dans un article du Jerusalem Post du 3 octobre 2007, Michael Freund, le président de l'association Shavei Israel, laquelle défend entre autres les Subbotniks, estime leur nombre restant dans l'ancienne Union soviétique à 20 000 personnes.